# Szymon Szeptycki
Szymon Szeptycki herbu własnego (zm. w 1789 roku) – kasztelan przemyski w latach 1770-1789, podczaszy lwowski w latach 1765-1770, cześnik lwowski w latach 1756-1765, starosta kozienicki w 1756 roku, sędzia kapturowy ziemi lwowskiej w 1764 roku.